# Gábor Gyömbér
Gábor Gyömbér (Makó, 27 febbraio 1988) è un ex calciatore ungherese, di ruolo centrocampista.

## Carriera
Ha esordito con la nazionale ungherese il 10 settembre 2013 in Ungheria-Estonia (5-1), valida per le qualificazioni ai Mondiali 2014.

## Palmarès

### Club

#### Competizioni nazionali
- Coppa di Lega ungherese: 1

Ferencváros: 2012-2013
- Coppa d'Ungheria: 1

Ferencváros: 2014-2015
- Supercoppa d'Ungheria: 1

Ferencváros: 2015
- Campionato ungherese: 1

Ferencváros: 2015-2016